# Inzersdorf ob der Traisen
Inzersdorf ob der Traisen ist eine Ortschaft und als Inzersdorf an der Traisen eine Katastralgemeinde der Gemeinde Inzersdorf-Getzersdorf im Bezirk St. Pölten in Niederösterreich.

## Geografie
Inzersdorf, der Hauptort der Gemeinde, erhebt sich im Westen über das Tal der Traisen.

## Geschichte
1850 wurden in Inzersdorf eine selbständige Gemeinde errichtet, der auch die Orte Anzenberg, Walpersdorf, Wetzmannsthal und Theyern angehörten. Im Jahr 1863 stieß auch Getzersdorf dazu und wurde 1919 wieder ausgegliedert.
Laut Adressbuch von Österreich waren im Jahr 1938 in der Ortsgemeinde Inzersdorf ein Bäcker, ein Binder, ein Fleischer, ein Friseur, ein Gastwirt, zwei Gemischtwarenhändler, eine Hebamme, eine Milchgenossenschaft, zwei Obst- und Gemüsehändler, ein Sattler, ein Schmied, eine Schneiderin, zwei Schuster, ein Viehhändler, ein Wagner und mehrere Landwirte ansässig. Die heutige Gemeinde wurde 1970 unter der Bezeichnung Inzersdorf-Getzersdorf errichtet.